# كيسي جيمس (مصارع محترف)
كيسي جيمس (بالإنجليزية: Kasey James)‏ هو مصارع محترف أمريكي، ولد في 20 مارس 1982 في روكفورد في الولايات المتحدة.

## وصلات خارجية
- كورت جيمس على موقع CageMatch worker (الإنجليزية)
- كورت جيمس على موقع قاعدة بيانات المصارعة على الإنترنت (الإنجليزية)

- كورت جيمس على موقع IMDb (الإنجليزية)